# Ptolomeo de Chipre
Ptolomeo de Chipre fue el rey de Chipre entre los años 80 y 58 a. C. Era el hermano menor de Ptolomeo XII Auletes, rey de Egipto y, como él, hijo ilegítimo de Ptolomeo IX Látiro. También era tío de Cleopatra VII.

## Reinado
Parece haber sido reconocido como rey de Chipre al mismo tiempo que su hermano Auletes alcanzó el trono de Egipto en el año 80 a. C. No se preocupó por obtener la confirmación de su soberanía en Roma y cometió el error de ofender a Publio Clodio Pulcro, al no rescatarlo cuando había caído en manos de los piratas cilicios. Cuando Clodio se convirtió en tribuno (58 a. C.), promulgó un decreto para privar a Ptolomeo de su reino y reducir a Chipre a una provincia romana. Catón, a quien se confió la ejecución de este decreto, aconsejó a Ptolomeo que se sometiera, ofreciéndole su seguridad personal, con el cargo de sumo sacerdote en Pafos y una generosa pensión. Ptolomeo se negó y, sin estar preparado para resistir al poder romano, puso fin a su propia vida en el año 58 a. C.
| Predecesor: Territorio incluido en el Egipto ptolemaico | Rey de Chipre (Dinastía ptolemaica) 80 - 58 a. C. | Sucesor: anexión romana (provincia romana de Chipre) |